# 張錦 (弘治乙丑進士)
張錦（1467年—？），字文繡，河南歸德府睢州民籍，明朝政治人物。

## 生平
平凉府训导张矩之子。弘治五年（1492年）壬子科河南鄉試第二十八名舉人。弘治十八年（1505年）中式乙丑科會試第十二名，二甲第四十六名進士。正德十五年（1520年）任淮安府知府，历官延安府知府致仕，归乡后不入公门，课授生徒，年七十余卒。

## 家族
曾祖張資；祖父張□□；父張□□，□□。母孫氏。慈侍下。